# Herbert Renner
Herbert Renner (* 28. September 1946 in Fürth) ist ein ehemaliger deutscher Fußballspieler. Der Offensivspieler brachte es bei den Vereinen 1. FC Nürnberg und 1. FSV Mainz 05 in der damaligen Zweitklassigkeit der Fußball-Regionalliga Süd beziehungsweise Regionalliga Südwest von 1969 bis 1974 auf insgesamt 133 Ligaeinsätze mit 58 Toren. Er gehörte den Meistermannschaften der Jahre 1971 (Nürnberg) und 1973 (Mainz) an. Für Mainz und den FC Bayern Hof war er von 1974 bis 1977 danach noch in 53 Spielen (elf Tore) in der 2. Fußball-Bundesliga aktiv.

## Laufbahn

### Nürnberg, St. Gallen, Straßburg, Nürnberg, 1960 bis 1971
Mit vierzehn Jahren führte das fußballerische Talent von Herbert Renner ihn 1960 von seinem Heimatverein 1. FC Stein in die Jugendabteilung des Südoberligisten 1. FC Nürnberg. Dort entwickelte er sich an der Seite von Mitspielern wie Reinhold Adelmann, Hubert Schöll und Georg Volkert positiv weiter, so dass er in der Saison 1966/67 als Club-Amateur dem Lizenzkader in der Fußball-Bundesliga angehörte. Unter den drei Trainern Jenö Csaknady (bis 7. November 1966), Jenő Vincze (bis 31. Dezember 1966) und Max Merkel ab dem 1. Januar 1967 wurde Renner aber in der Bundesliga nicht eingesetzt. Zur Saison 1967/68 schloss er sich in der Schweiz dem FC St. Gallen in der Nationalliga B an. Für die Elf vom Stadion Espenmoos erzielte er beim Erreichen der Vizemeisterschaft und des Aufstiegs in die Nationalliga A 15 Tore. Trotz des Erfolges nahm er das Angebot aus Frankreich von Racing Straßburg an und spielte 1968/69 mit den Blau-Weißen vom Stadion Stade de la Meinau in der Ligue 1. Im Rundenverlauf kam Renner auf 15 Einsätze, in denen er vier Tore erzielte.
Beim Bundesligaabsteiger des Jahres 1968/69, dem 1. FC Nürnberg, erinnerte man sich aber an die Offensivqualitäten des ehemaligen Spielers und gab ihm zur Saison 1969/70 einen Vertrag für die erste Verbandsrunde des „Clubs“ in der Zweitklassigkeit der Regionalliga Süd. Unter Trainer Kuno Klötzer verfehlte der Deutsche Meister des Jahres 1968 als Dritter knapp den Einzug in die Bundesligaaufstiegsrunde. Am vorletzten Spieltag machte eine 0:3-Auswärtsniederlage beim VfR Mannheim – die Rasensportler waren mit Spielern wie Rainer Ulrich, Theodor Homann, Wolfgang Platz, Dietmar Danner und Klaus Slatina angetreten und Renner hatte vergeblich an der Seite von Mittelstürmer Dieter Nüssing das VfR-Tor bestürmt –, die Aufstiegshoffnungen von Nürnberg zunichte. Insgesamt hatte er in der Runde 24 Ligaspiele bestritten und vier Tore erzielt.
Unter dem neuen Trainer Barthel Thomas startete der „Club“ 1970/71 einen erneuten Anlauf um in die Bundesliga zurückzukehren. Im Viertelfinale des DFB-Pokal 1970 glückte Nürnberg am 5. August 1970 ein 2:1-Heimspielerfolg gegen den FC Bayern München. Renner wurde dabei in der 78. Minute vor 70.000 Zuschauern für Günther Michl eingewechselt. Zehn Tage später, am 15. August, starteten die Bayern-Bezwinger mit einem 3:0-Heimerfolg gegen Hessen Kassel in die Regionalligarunde 1970/71. Die Franken feierten mit 55:17 Punkten eine überlegen herausgespielte Meisterschaft im Süden; Renner hatte in 21 Einsätzen acht Tore erzielt. In der Aufstiegsrunde konnte sich der Südmeister aber nicht behaupten; Nürnberg belegte lediglich den vierten Rang und Renner hatte sechs Spiele absolviert. Der auf beiden Flügeln einsetzbare Angreifer wechselte zur Saison 1971/72 nach Rheinhessen zum FSV Mainz 05 in die Fußball-Regionalliga Südwest.

### Mainz 05, 1971 bis 1975
Im ersten Trainerjahr unter Bernd Hoss kamen mit Willi Löhr, Paul Göppl, Gerd Schmidt und Gerd Klier noch weitere Verstärkungen an den Bruchweg. Das führte die Nullfünfer auf den vierten Rang und Renner hatte dazu in 28 Ligaspielen mit zwölf Toren beigetragen. Gegen den Vizemeister Röchling Völklingen – mit Spielern wie Jürgen Stars, Klaus Hommrich, Detlef Rosellen, Walter Spohr – setzte sich Mainz in beiden Spielen durch. Am 13. Februar 1972 hatte sich Renner beim 3:2-Auswärtserfolg bei Phönix Bellheim eine rote Karte eingehandelt und war damit für zwei Spiele gesperrt. Entscheidender Rückschlag bei der Verwirklichung des Aufstiegsrundenziels war die 0:2-Heimniederlage am 26. März 1972 gegen den FV Speyer.
Als die Hoss-Truppe sich 1972/73 mit 80:41 Toren punktgleich gegenüber Völklingen durchsetzte und die Meisterschaft gewann, bestritten die Nullfünfer mit dem „legendären 54-Tore-Sturm“ die meisten Spiele. Renner – auf Rechts- wie Linksaußen – erzielte in 30 Spielen 18 Tore, Mittelstürmer Gerd Klier ebenfalls in 30 Spielen 19 Tore und der neue Linksaußen Manfred Kipp traf in 28 Einsätzen 17 mal in das gegnerische Gehäuse. In der Aufstiegsrunde enttäuschte Mainz nicht, SC Fortuna Köln setzte sich aber mit Spielern wie Wolfgang Fahrian, Karl-Heinz Struth, Wolfgang Glock und Hans-Günter Neues erfolgreich durch. Renner war in sieben Spielen aufgelaufen und hatte ein Tor erzielt.
Auch in seiner dritten Mainzer Saison, 1973/74, unterstrich Renner mit 16 Treffern in 30 Ligaspielen seine Torgefährlichkeit. Jetzt stürmte er wieder vermehrt am linken Flügel, da Kipp nicht die Leistung des Vorjahres wiederholen konnte und mit Erwin Hohenwarter ein guter Mann am rechten Flügel dazu gekommen war. Gegen den neuen Meister Borussia Neunkirchen setzte sich Mainz am 21. April 1974 mit einem 4:0-Heimerfolg durch, Renner zeichnete sich dabei als zweifacher Torschütze aus. Die Nullfünfer konnten den Titel nicht verteidigen, sie belegten am Rundenende den fünften Rang, zogen damit aber in die ab 1974/75 neu installierte 2. Bundesliga ein. Die Nullfünfer erlebten im Debütjahr der zweistaffeligen 2. Bundesliga mit Uwe Klimaschefski, Gerd Higi und Gerd Menne gleich drei Trainer. Sie erreichten den 11. Rang und Renner hatte in 29 Einsätzen neun Tore erzielt. Sein letztes Pflichtspiel für Mainz bestritt er am 14. Juni 1975 beim 3:2-Auswärtserfolg gegen Wormatia Worms; er agierte dabei auf der Liberoposition. Zur Saison 1975/76 schloss er sich dem FC Bayern Hof an.

### Hof, 1975 bis 1977
Bei den schwarz-gelben Oberfranken mit dem Stadion Grüne Au konnte er nicht mehr an seine Mainzer Leistungen anknüpfen. Der Routinier kam in zwei Runden unter den Trainern Heinz Elzner und Siegfried Stark insgesamt lediglich zu 24 weiteren 2. Ligaeinsätzen, in denen er zwei Tore erzielte. Sein letztes 2. Bundesligaspiel absolvierte Renner am 27. November 1976 bei einem 2:2-Auswärtsremis gegen München 1860.